# Koppány Zsolt
Koppány Zsolt (Budapest, 1955. augusztus 20.–) magyar író, esszéista, kritikus. Híres felmenője Diebold Hermann (1877–1960) 20. századi építész.

## Életpályája
Szülei: Koppány Henrik (1919 k.–1985) és Forgács Hedvig. 1969–1973 között a Bajáki Ferenc Ipari Szakközépiskola diákja volt. 1973–1976 között Csepeli Vas- és Fémművek, valamint a Csőgyár és Acélmű fizikai munkása volt. 
1976-tól jelennek meg művei. 1976–1977 között könyvesbolti eladó,  egyházi kegytárgyeladóként, majd hivatalsegéd lett. 1978–1980 között a Magyar Néphadsereg katonája volt. 1980–1992 között a Pallas Lap- és Könyvkiadó ügyintézője és raktárosaként dolgozott. 
1992 óta szellemi szabadfoglalkozású. 1998–2008 között a C.E.T. szerkesztője volt. 2001-2011: a TIT József Attila Szabadegyetem XX. századi magyar költészet-tanára.

## Magánélete
1981-ben házasságot kötött Hegyesi Aranka balettművész, koreográfussal.

## Művei
- Költői színjáték (versek, 1988)
- Körkép '89 (novella antológia, 1989)
- Szavak és szenvedélyek (beszélgetésesszék és esszénovellák, 1991)
- Körkép '92 (novella antológia, 1992)
- Hétköznapi passió (novellák, elbeszélések, 1992)
- Algernoni óda. Versek, aforizmák, parabolák / Ólomtelefon. Tragikus komédia egy fölvonásban, 1976–1991; Hatodik Síp Alapítvány–Új Mandátum, Bp., 1994
- A gondolat birodalma (beszélgetésesszék, esszénovellák, miniesszék, 1994)
- Könyvháború avagy Anekdota a halhatatlanságról. Lazán fűzött regény, 1987–89; Hatodik Síp Alapítvány–Új Mandátum, Bp., 1994 (Emberhalász könyvek)
- Hét Évszázad Magyar Költői (antológia, 1996)
- Akvarell (megtalált versek, 1996)
- Krisztus után (válogatott versek, 1997)
- Árnyékban a Megváltó (tárcák, publicisztikák, esszék, interjúk, 1997)
- A munkanélküliség diszkrét bája (színművek, hangjátékok, filmek, 1999)
- Az elkésett halott (novellák, elbeszélések, 2000)
- E-mailen szól a Zarathustra? (publicisztikák, esszék, 2000)
- Szegény Yorick a Mama csontölén (tárcák, publicisztikák, esszék, 2001)
- Sírbérlet. Drámák – színpadra és rádióra. 2000–2001; Uránusz, Bp., 2001
- A hóhérság eszkalációja (publicisztikák, esszék, kritikák, 2002)
- Az év esszéi (antológia, 2003)
- Amikor a belgák tolatnak (novellák, 2003)
- Az öreg tölgy és vastag ága (esszék, 2004)
- Feltámadás és az élet, avagy Az apokrif sírbatétele. Regény, tetézve drámatöredékkel; CET Belvárosi, Bp., 2006
- Morbusz és hungarikum (esszék, 2007)
- Derengő városmúlt egy budapestitől, budapestieknek, budapestiekről. Válogatott és új esszék, történetek, 1991–2011; Kairosz, Bp., 2011
- Volt egyszer egy Kocsis Zoltán. Hosszú évtized egy géniusz közelében. Esszénovella-füzér; L'Harmattan, Bp., 2018

## Díjai, kitüntetései
- Budapestért díj (1990)
- Lengyel József ösztöndíj (1995)
- Az MSZSZ IRKA Iroda alkotói ösztöndíja (1996)
- Major Ottó-díj (2000)
- NKA-ösztöndíj (2002, 2017)
- Magyar Arany Érdemkereszt (2016)

## Tagságai
- Magyar Írószövetség

- Magyar Alkotóművészek Országos Egyesülete

- Magyar Újságírók Országos Szövetsége

- Keresztény Értelmiségiek Szövetsége

- Budapesti Városvédő Egyesület (alapító tag)